# Maciej Pawlikowski
Maciej Pawlikowski (* 19. února 1951) je polský horolezec. Původním povoláním záchranář, je také předsedou Vysokohorského horolezeckého klubu ve svém rodném Zakopanem. Od roku 1977 pracuje jako horský vůdce. V roce 1985 spolu s Maciejem Berbekou zdolali jako první lidé Čo Oju v zimním období. Poté dokázal vystoupit na Čo Oju ještě jednou o rok později, kdy provedl prvovýstup novou cestou. Tentokrát byl jeho spolulezcem Ryszard Gajewski. Kromě toho se Pawlikowski účastnil ještě výpravy na Annapurnu v roce 1981, úspěšné zimní expedice na Mount Everest (dostal se do tábora III.) a neúspěšných zimních pokusů na Manáslu, Makalu, Nanga Parbat a dvakrát na K2. Dokázal také vytvořit novou cestu na Les Droites a Ušbu. Pawlikowski byl za své sportovný výkony oceněn medailí za vynikající sportovní úspěchy a medailí za zásluhy.

## Úspěšné výstupy na osmitisícovky
- 1985 Čo Oju (8201 m)
- 1986 Čo Oju (8201 m)